# 다카쿠라 아사코
다카쿠라 아사코(일본어: 高倉 麻子, 1968년 4월 19일 ~ )는 일본의 전직 여자 축구 선수이자, 현 축구 감독이다. 선수 시절 포지션은 미드필더이다.

## 클럽 경력
1985년에 요미우리 벨레자(현재의 닛폰 TV 벨레자)에 입단했으며 1990 시즌부터 1993 시즌까지 요미우리 벨레자의 일본 여자 축구 리그 4회 연속 우승을 이끌었다. 또한 1992, 1993 시즌에서는 리그 MVP를 수상했고 7번(1989, 1991, 1992, 1993, 1994, 1997, 1998 시즌)에 걸쳐 일본 여자 축구 리그 시즌 베스트에 선정되는 영예를 안았다.
1999년에 결혼한 남편인 다케모토 가즈히코가 감바 오사카로 이적하면서 마쓰시타 일렉트릭 파나소닉 밤비나(현재의 고노미야 스페렌차 오사카 다카쓰키)로 이적했고 2000년에는 미국 위민스 프리미어 사커 리그 소속 클럽인 실리콘밸리 레드 데블스로 이적했다. 2001년에 스페렌차 FC 다카쓰키로 이적하면서 일본 여자 축구 리그로 복귀했고 2004년에 은퇴하게 된다.

## 국가대표팀 경력
1984년 10월 17일에 열린 이탈리아와의 경기에서 처음 출전하면서 일본 여자 축구 국가대표팀 선수로 데뷔했으며 1991년 FIFA 여자 월드컵, 1995년 FIFA 여자 월드컵, 1996년 애틀랜타 하계 올림픽에 참가했다.
1990년 베이징 아시안 게임, 1994년 히로시마 아시안 게임에서는 여자 축구 은메달을 획득했다. 1999년에 일본 여자 축구 국가대표팀에서 은퇴할 때까지 79경기에 출전하여 29골을 기록했다.

## 지도자 경력
2009년, 2011년에 열린 AFC U-17 여자 아시안컵에서 일본 여자 U-17 축구 국가대표팀 코치로 참가했다. 2013년 AFC U-16 여자 챔피언십, 2014년 FIFA U-17 여자 월드컵에서는 일본의 우승을 이끌었고 2015년 AFC U-20 여자 아시안컵에서는 일본 여자 U-20 축구 국가대표팀의 우승에 기여했다.
2016년 4월 27일에는 여자로는 최초로 일본 여자 축구 국가대표팀 감독으로 임명되었다. 2016년 FIFA U-20 여자 월드컵에서는 일본이 3위를 차지하는 데에 기여했고 2018년 AFC 여자 아시안컵에서는 일본의 우승에 기여했다. 또한 아시아 축구 연맹(AFC)으로부터 올해의 감독상을 6차례(2012년, 2013년, 2014년, 2015년, 2017년, 2018년) 수상했다.

## 통계
| 일본 | 일본 | 일본 |
| 연도 | 출전 | 득점 |
| ---- | ---- | ---- |
| 1984 | 3    | 0    |
| 1985 | 0    | 0    |
| 1986 | 11   | 3    |
| 1987 | 3    | 4    |
| 1988 | 3    | 0    |
| 1989 | 6    | 3    |
| 1990 | 4    | 2    |
| 1991 | 12   | 4    |
| 1992 | 0    | 0    |
| 1993 | 5    | 6    |
| 1994 | 7    | 2    |
| 1995 | 9    | 0    |
| 1996 | 10   | 0    |
| 1997 | 0    | 0    |
| 1998 | 0    | 0    |
| 1999 | 6    | 5    |
| 통산 | 79   | 29   |